# Saky (Crimée)
Pour les articles homonymes, voir Saki.
Saky (en ukrainien : Саки) ou Saki (en russe : Саки), en tatar de Crimée : Saq, est une ville située en république autonome de Crimée, en Ukraine, occupée par la Russie depuis 2014, connue pour sa station thermale. En 2013, la population s’élève à 22 713 habitants.

## Géographie
Saky est située sur le littoral occidental de la presqu'île de Crimée, à 19 km — 22 km par la route — au sud-est d'Eupatoria et à 45 km — 49 km par la route — au nord-ouest de Simferopol.

## Histoire
L'origine exacte de la ville actuelle de Saky est inconnue. À l'époque du khanat de Crimée, Saky n'était qu'un petit village. En 1805, Saky avait moins de 400 habitants, dont plus de 95 pour cent étaient des Tatars de Crimée. En 1827, fut créé à Saky le premier établissement de bains de boue de Russie et dix ans plus tard un bureau de l'hôpital militaire de Simferopol.
Pendant la guerre de Crimée, les forces coalisées débarquèrent près de Saky, entre les lacs Sakskim et Kyzyl-Yar, et assiégèrent Sébastopol. Au début du mois de février 1855, les troupes du général Stepan Khroulev se concentrèrent à Saky avant d'attaquer l'ennemi dans les fortifications d'Eupatoria. Le village de Saky fut entièrement détruit par les bombardements.
Après la guerre de Crimée, au cours de la deuxième vague d'émigration des Tatars de Crimée, la population tatare de Saky abandonna le village en ruine. En 1858, des migrants en provenance de la région de Poltava s'y installèrent, suivis, un peu plus tard, par des Grecs de Constantinople.
En février 1945, les délégations britannique et américaine à la conférence de Yalta se posèrent sur l'aérodrome de Saky, d'où elles gagnèrent Yalta, à 110 km de là, par des routes de montagne le long desquelles des soldats soviétiques en armes étaient postés tous les cinquante mètres.
Annexée en 2014 par la Russie avec le reste de la Crimée, la base aérienne de Saky a subi des dégâts importants le 9 août 2022 dans le contexte de l'invasion de l'Ukraine par la Russie, faisant fuir les touristes russes de la plage.

## Population

### Démographie
Recensements (*) ou estimations de la population :
| 1805 | 1923* | 1926* | 1939* |
| ---- | ----- | ----- | ----- |
| 396  | 1 583 | 2 450 | 7 779 |

| 1959*  | 1970*  | 1979*  | 1989*  |
| ------ | ------ | ------ | ------ |
| 18 122 | 24 208 | 31 230 | 38 690 |

| 2001*  | 2011   | 2012   | 2013   |
| ------ | ------ | ------ | ------ |
| 24 323 | 24 323 | 24 038 | 22 713 |

### Nationalités
|                  | Recensement de 1926 | Recensement de 2001 |
| ---------------- | ------------------- | ------------------- |
| Russes           | 73 %                | 65,1 %              |
| Ukrainiens       | 13,3 %              | 24,3 %              |
| Tatars de Crimée | 4,6 %               | 5,8 %               |

## Économie
Réputée depuis plus de 200 ans pour ses boues thermales. La ville s'est fait un nom dès 1827 en accueillant le premier établissement de bains de boues thermales de Russie. Saky est devenue une destination touristique fréquentée. Plusieurs producteurs d'eau minérale y sont installés.